# Piper PA-18 Super Cub

Piper PA-18 Super Cub

Пайпер PA-18 Супер Каб — американський легкий двомісний літак загального призначення. Випускався компанією Пайпер у багатьох модифікаціях з 1949 по 1983 рр., і, після перерви, у 1988—1994 рр. Серійний випуск становив понад 9000 літаків. Один з наймасовіших та найпопулярніших літаків даного типу.

## Історія
Почав поставлятися ринку наприкінці 1949 року. Компанія Пайпер побудувала і сільськогосподарську модель, що мала позначення РА-18А і представлена в 1952 р., до закінчення виробництва було побудовано 2650 екземплярів даного типу. Окрім цивільних компанія Пайпер будувала РА-18 і для армії США як розвідувальний літак.

## ЛТХ
- максимальний злітний 794 кг (1750 фунтів).
- максимальна швидкість 209 км/год (130 миль/год);
- практична стеля 5790 м (19000 футів)
- дальність польоту з максимальним корисним навантаженням 740 км (460 миль).
- Вага: порожнього — 446 кг (983 фунти);